# Monuments de Jaipur
Les monuments de Jaipur sont hérités de son histoire en tant que capitale de l'État de Jaipur.
Le Jantar Mantar est un des cinq observatoires ou yantra fondés par Jai Singh II. Sa construction s'est étalée de 1727 à 1734 et il est composé d’instruments d’une taille colossale. Il a été classé au Patrimoine mondial de l'UNESCO en 2010. Il se visite.
Le Hawa Mahal ou palais des vents (vers 1799), le plus célèbre bâtiment de Jaipur, est une partie du complexe du palais. Il permettait aux femmes du zenana — l’équivalent hindouiste du harem — d’assister au spectacle de la rue et de voir les processions qui y défilaient. La façade comporte 953 emplacements derrière lesquels elles pouvaient s’installer sans être vues depuis la rue. Il se visite également (accès par l'arrière).

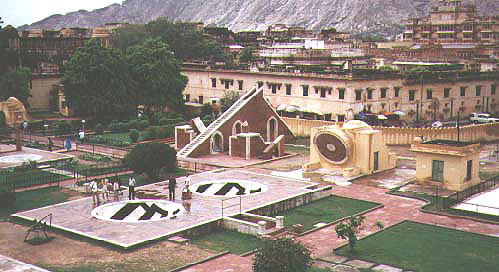
Le Jantar Mantar.
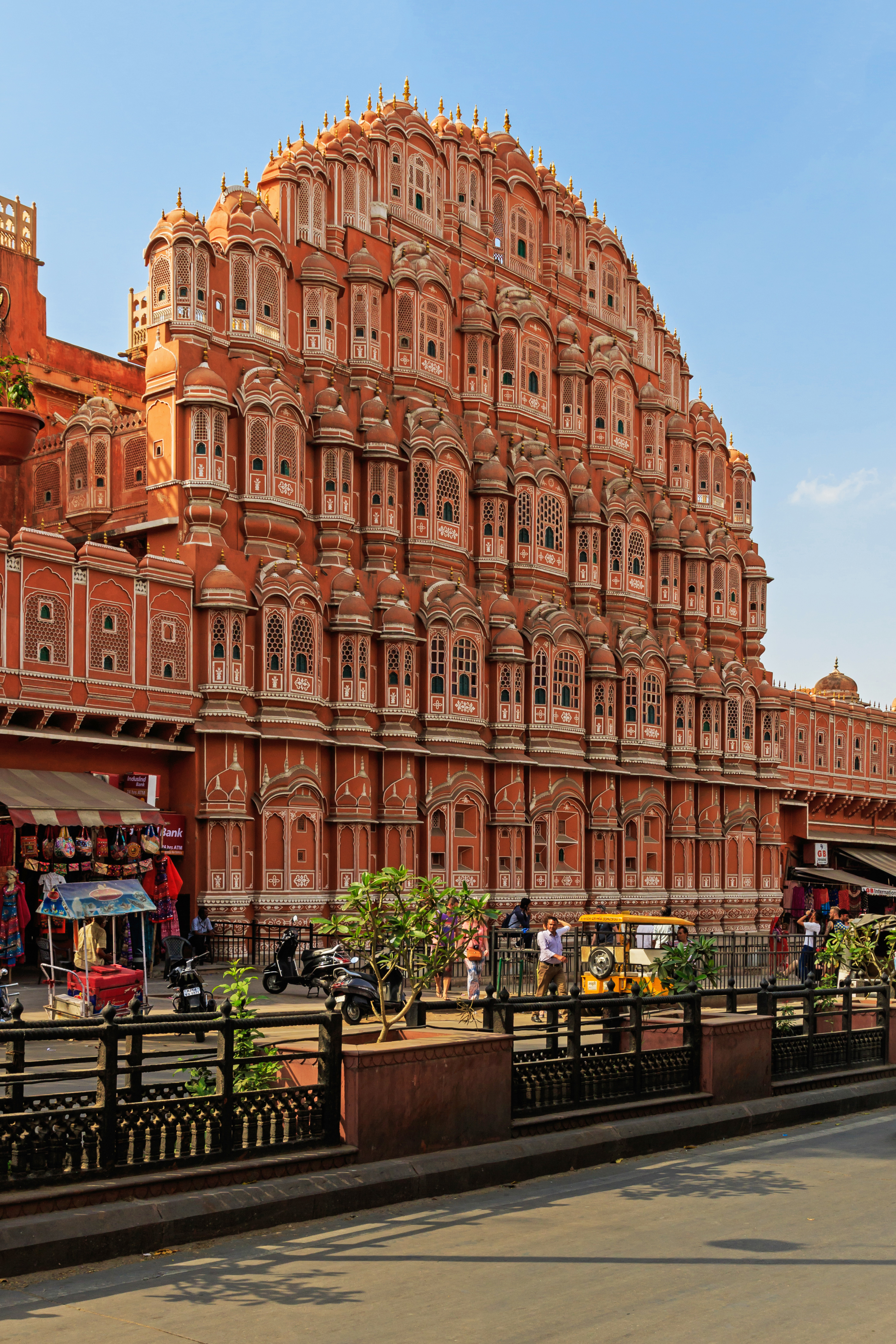
Le palais des vents.